# غبريال أوردانيتا
غبريال خوسيه أوردانيتا رانغيل (بالإسبانية: Gabriel Urdaneta) (مواليد 7 يناير 1976 في ماردة) لاعب كرة قدم فنزويلي دولي يجيد اللعب في خط الوسط . يلعب حاليا لصالح نادي إستوديانتس دي ميريدا الفنزويلي من سنة 2008 .

## روابط خارجية
- غبريال أوردانيتا على موقع الاتحاد الدولي (مؤرشف)  (الإنجليزية)
- غبريال أوردانيتا على موقع قاعدة بيانات كرة القدم.إي يو (الإنجليزية)
- غبريال أوردانيتا على موقع ناشيونال فوتبول تيمز (الإنجليزية)